# Paralimnophila stradbrokensis
Paralimnophila stradbrokensis är en tvåvingeart som beskrevs av Alexander 1978. Paralimnophila stradbrokensis ingår i släktet Paralimnophila och familjen småharkrankar. Inga underarter finns listade i Catalogue of Life.